# Rudolf Homann
Rudolf Karl Adolf Homann (* 18. Juli 1894 in Simbach am Inn; † 1. Februar 1973 in Unterjesingen) war ein deutscher evangelischer Pfarrer der Bekennenden Kirche und Verfasser einer der bekannteren Gegenschriften und Kritiken, die an das Hauptwerk von Hitlers Chefideologe Alfred Rosenberg gerichtet waren.

## Leben
Rudolf Homann war ein Sohn des Schauspielers Richard Homann und seiner Frau Clothilde, geborene Gumposch. Er erlangte sein Abitur im Jahre 1912 am Johanneum in Hamburg. Daraufhin begann er erst ein Jurastudium an der Universität Freiburg, wechselte zur Universität München und brach dann aber das Studium bei Ausbruch des Ersten Weltkrieges ab. Die gesamte Kriegszeit über war Homann Soldat. Nach Kriegsende begann er ein Studium der Theologie an der Universität Münster.
Nachdem Homann 1921 sein erstes Examen absolviert hatte, verbrachte er ein Jahr am Domkandidatenstift in Berlin und wurde nach absolviertem zweiten Examen im November 1922 Hilfsprediger in Münster. Im Jahre 1924 heiratete er in erster Ehe Margarethe Sarnighausen aus Hamburg und wurde Pfarrer an der Dortmunder St.-Reinoldi-Kirche. 1928 übernahm er eine Pfarrstelle an der Johanneskirche in Düsseldorf. Nach den verheerenden Bombenangriffen auf Düsseldorf im Juni 1943 war Homann bis zum Oktober 1944 dienstunfähig und erhielt im Anschluss einen Dienstauftrag für Unna. Nach Ende des Zweiten Weltkrieges war Homann von 1948 bis 1964 Pfarrer in Münster.

## Schaffen

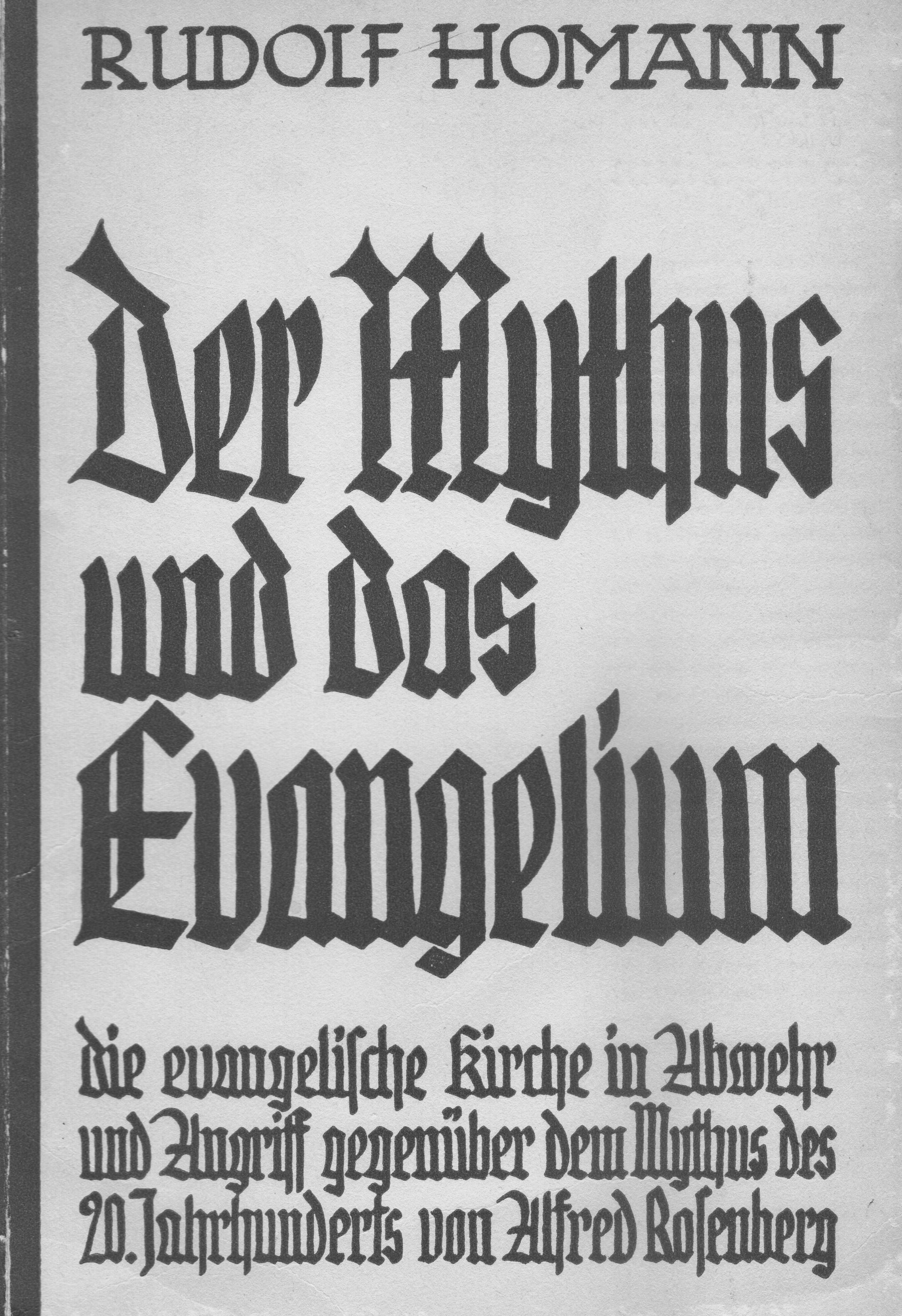
Bucheinband: Rudolf Homann: Der Mythus und das Evangelium. Die evangelische Kirche in Abwehr und Angriff gegenüber dem „Mythus des 20. Jahrhunderts“ von Alfred Rosenberg, Witten 1935.

Rudolf Homann beteiligte sich mit eigenen Publikationen am theologischen Diskurs. In der Zeit des Nationalsozialismus gehörte er in der Bekennenden Kirche zu denjenigen, die sich intensiv und abwehrend mit Alfred Rosenbergs Hauptwerk, dem Mythus des 20. Jahrhunderts, auseinandersetzten. Sein 200-seitiges Buch Der Mythus und das Evangelium erschien 1935 mit einem Geleitwort des damaligen Präses der  Bekenntnissynode der Deutschen Evangelischen Kirche (DEK), Karl Koch. Homann ging in dem Buch bereits auf Rosenbergs Entgegnung früherer – katholischer – Kritik am Mythus ein und berücksichtigte dessen im selben Jahr erschienene Schrift An die Dunkelmänner unserer Zeit. Eine Antwort auf die Angriffe gegen den Mythus des 20. Jahrhunderts. In Rosenbergs 1937 veröffentlichter Schrift Protestantische Rompilger. Der Verrat an Luther und der „Mythus des 20. Jahrhunderts“, die eine Replik auf die Mythus-Kritiken von Vertretern der evangelischen Kirche sein sollte, wird neben Walter Künneths Antwort auf den Mythus (1935) auch gegen Homanns Buch polemisiert.
Homanns Haltung zum Judentum war ähnlich ambivalent wie diejenige von Walter Künneth, Martin Niemöller  oder Adolf Schlatter und nicht frei von antisemitischen Einstellungen.

## Publikationen
- Der Christus Jesus der glaubenden Gemeinde, Karl Strauch Verlag, Dortmund 1927.
- Heiliger Geist germanischer Konfession? Die christliche Kirche im Kampf um den dritten Artikel des Glaubens, Bertelsmann, 1934.
- Der Mythos und das Evangelium. Die evangelische Kirche in Abwehr und Angriff gegenüber dem „Mythus des 20. Jahrhunderts“ von Alfred Rosenberg, Westdeutscher Lutherverlag, Witten 1935.
- Der gekreuzigte Gott. Sechs Volksmissionsvorträge über den zweiten Artikel des christlichen Glaubens, Bertelsmann, 1938.